# Potamologija
Potamologija (grčki ποταμη rijeka + -logija), grana hidrologije koja se bavi istraživanjem rijeka, napose fizikalnim i kemijskim svojstvima riječne vode i biologijom rijeka.